# Траурный колибри
Траурный колибри (лат. Florisuga fusca) — вид птиц семейства колибри, обитающий в Южной Америке.

## Описание
Взрослые птицы преимущественно чёрного цвета с зеленоватой спиной и кроющими крыла. Часто на хвосте имеются белые пятна. У молодых птиц на щёках имеются характерные рыжие пятна. 

## Распространение
Вид распространён на северо-востоке Аргентины, востоке Бразилии, востоке Парагвая и в Уругвае. Птицы живут во влажных тропических и субтропических лесах равнин и гор.

## Питание
Траурный колибри питается цветочным нектаром деревьев рода Tabebuia.

## Размножение
О биологии размножения не известно.

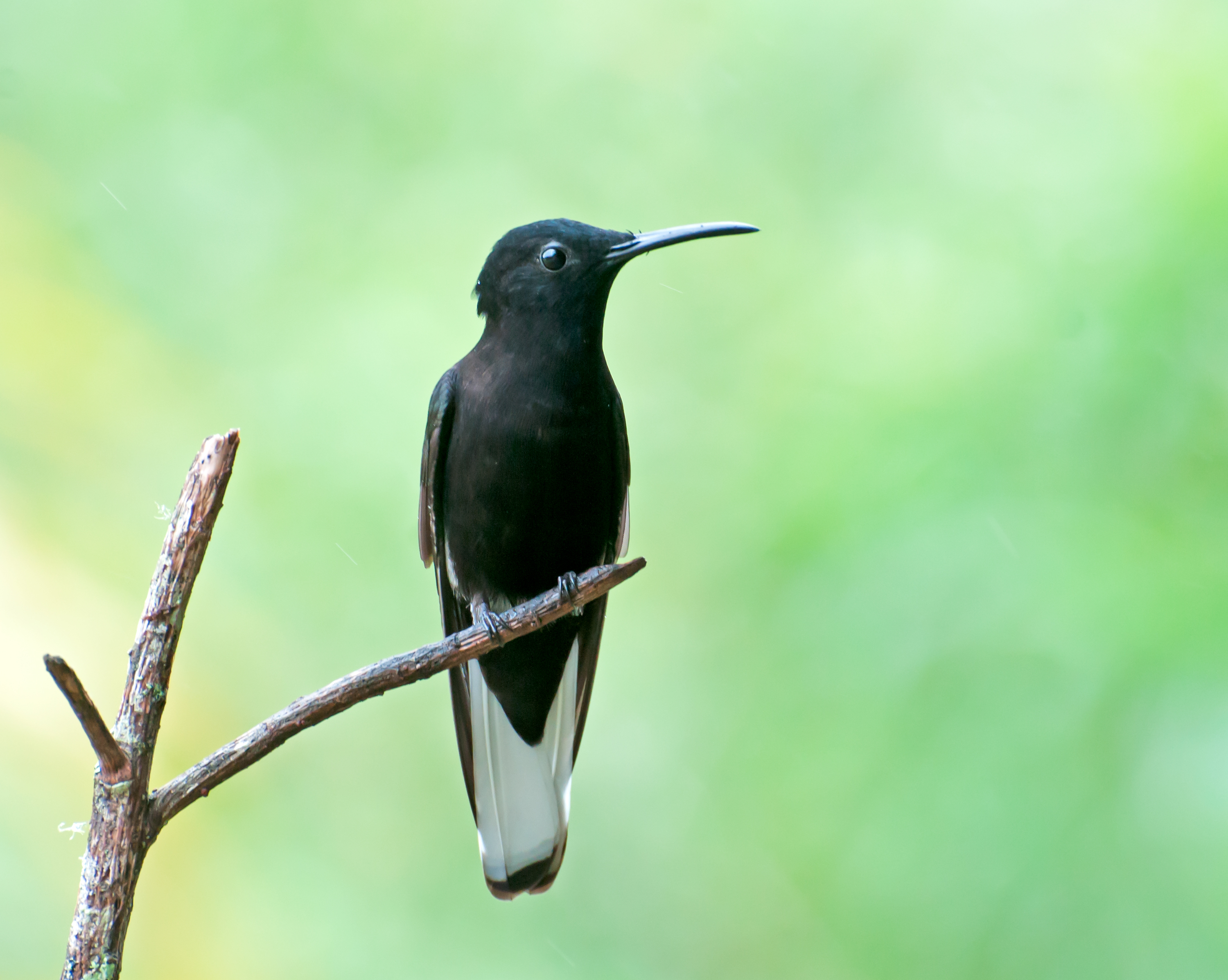
Взрослая птица
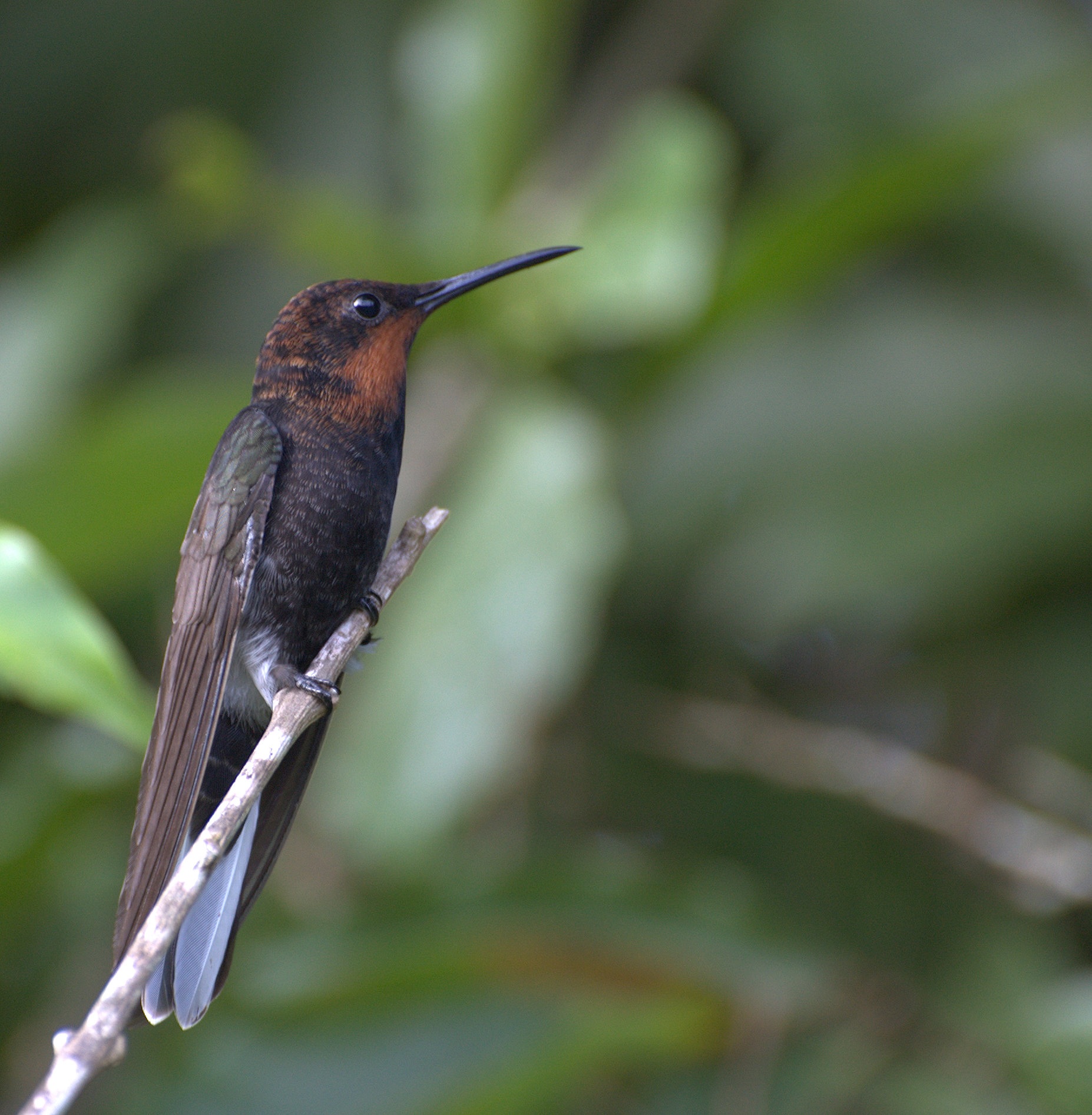
Молодая птица